# Gérard Delloye
Gérard Delloye, né le 29 novembre 1927 et mort le 18 octobre 2006, est un explorateur et auteur français. Il est connu pour plusieurs expéditions dans le monde, dont la principale est celle qui le mena à traverser, avec entre autres Pierre-Dominique Gaisseau, la Nouvelle-Guinée occidentale entre 1959 et 1960. Gérard Delloye est un ancien élève de l'ESSEC et diplômé du Centre des hautes études américaines.

## Expéditions
Les principales expéditions de Gérard Delloye sont :
- En 1953, expédition archéologique dans le Hoggar et le Tassili n'Ajjer;
- En 1956, expédition en Amérique, partant de New-York pour atteindre Lima en Jeep, puis traversée de l'Amazonie en pirogue des Andes péruviennes à l'Atlantique;
- En 1959-1960, traversée de la Nouvelle-Guinée occidentale. Cette expédition donna lieu à un film documentaire, Le Ciel et la Boue réalisé par Pierre-Dominique Gaisseau durant l'expédition, et à un livre de Gérard Delloye, La hache de pierre.

Lors de son expédition en solitaire en Nouvelle-Guinée occidentale en 1989, Patrice Franceschi s'est notamment préparé en rencontrant Gérard Delloye et en se référant à son ouvrage La hache de pierre. Au retour de son expédition, il écrira la postface d'une nouvelle édition de La hache de pierre, aux éditions Ouest-France.

## Critiques
Jean Guiart, anthropologue et ethnologue spécialiste notamment de la Nouvelle-Guinée occidentale, émet de fortes critiques envers l'expédition menée en 1959-1960 par Gérard Delloye et Pierre-Dominique Gaisseau. La qualifiant de "tourisme militaire", il dénonce une expédition à "l'idéologie conquérante, [et au] mépris de l'Occidental pour les soi-disant primitifs", encadrée par un lourd dispositif armé et soutenue officiellement par le Prince Bernhard des Pays-Bas sans qui rien n'aurait été organisé.